# Vladimir Castellón
Vladimir Castellón est un footballeur bolivien, né le 8 décembre 1989 à Cochabamba. Il évolue au poste de milieu de terrain au Club Aurora, club de la Liga de Fútbol Profesional Boliviano. 

## Biographie

### En club
Vladimir Castellón commence sa carrière en 2007 avec le Club Aurora, en 2014 il joue toujours avec cette équipe.

### En équipe nationale
Vladimir Castellón joue son premier match international le 14 août 2013 : il s'agit d'un match amical face au Venezuela,.